# Discografia di Giorgio Gaber
Questa pagina contiene la discografia di Giorgio Gaber, cantautore italiano attivo dal 1958 al 2002.

## Descrizione
La discografia di Giorgio Gaber è divisibile in almeno sei periodi, tante sono state le etichette discografiche per cui l'artista aveva inciso; tra queste merita un discorso a parte la GIOM, sigla personale di Gaber (il nome riprende le due lettere iniziali dei nomi di battesimo suo e della moglie Ombretta Colli) che pubblicò, per ciascuna delle ultime stagioni teatrali, un'edizione in CD dei rispettivi spettacoli, a tiratura limitata e numerata, e in vendita nei soli teatri. I sei periodi sono:
- Ricordi: 1958-1964
- Ri-Fi: 1965-1967
- Vedette: 1968-1969
- Carosello: 1970-1995
- GIOM (registrazioni degli spettacoli autoprodotte, fuori commercio): 1994-2000;
- CGD: 2001-2003

Il decennio 1958-1969 (circa 160 incisioni) è stato ristampato, negli anni, in innumerevoli antologie, uscite spesso in collane a basso prezzo, anche su etichette estranee alle Case distributrici d'origine, per concessione delle stesse. Il successivo periodo dal 1970 al 2000, più legato all'attività teatrale dell'artista, era stato riorganizzato da Gaber stesso e ripubblicato dalla Carosello fra il 2002 e il 2003 (dunque anche post mortem) in una collana di 11 CD doppi, intitolata Gaber a teatro. A questa, anche per affinità di contenuti, vanno aggiunti gli ultimi due lavori in studio. Diversi titoli della produzione gaberiana degli anni ottanta a tutt'oggi non sono stati ripubblicati ovvero le relative edizioni in CD sono andate fuori catalogo, essendo rimaste fuori dal novero delle suddette ristampe in collana.
Nell'elenco che segue non sono comprese le raccolte di brani già editi, salvo eccezioni dovute alla presenza di almeno un inedito.

## Album
| Data matrici o di uscita | Album                                        | Etichetta e numero di catalogo          | Note |
| ------------------------ | -------------------------------------------- | --------------------------------------- | --- |
| 11 luglio 1961           | Giorgio Gaber                                | Dischi Ricordi MRL 6010                 | |
| 31 gennaio 1964          | Le canzoni di Giorgio Gaber                  | Dischi Ricordi MRL 6037                 | |
| 1964                     | Questo & Quello                              | Dischi Ricordi SMRP 9012                | Antologia dall'omonima trasmissione TV condotta da Gaber, brani 1958-1964, tutti pubblicati in precedenza salvo l'inedito Il coscritto; pubblicato in collaborazione con la rivista Bolero Film                 |
| ottobre 1965             | Mina & Gaber: un'ora con loro                | Ri-Fi RFL-LP 14012                      | Antologia a doppio nome, con sei brani di Gaber (tra cui l'inedito Dopo la prima sera) e sei di Mina, sulle distinte facciate del disco                                                                         |
| gennaio 1967             | Tutti i successi di Giorgio Gaber Vol.1      | Dischi Ricordi MRP 9028                 | Antologia del periodo Ricordi (1958-1964), con materiale già edito, uscito in contemporanea con il successivo (ma venduto separatamente)                                                                        |
| gennaio 1967             | Tutti i successi di Giorgio Gaber Vol.2      | Dischi Ricordi MRP 9029                 | Antologia del periodo Ricordi (1958-1964), con materiale già edito, uscito in contemporanea con il precedente (ma venduto separatamente)                                                                        |
| febbraio 1968            | L'asse di equilibrio                         | Ri-Fi RFL-LP 14027                      | |
| 18 novembre 1968         | Sai com'è                                    | Vedette VPA 8078                        | |
| 13 aprile 1970           | Sexus et politica                            | I Dischi dello Zodiaco/Vedette VPA 8114 | |
| 1970                     | Il signor G                                  | Carosello SCLP 23004/5                  | Registrazione in studio (con pubblico in sala) dello spettacolo omonimo; album doppio |
| 6 dicembre 1971          | I borghesi                                   | Carosello CLN 25011                     | |
| 1972                     | Giorgio Gaber e Enzo Jannacci                | Family Records SFR-RI 629               | Antologia di 12 brani pubblicati da I Due Corsari (1959-1960) |
| 1972                     | Barbera e champagne                          | Quadrifoglio/Vedette VDS 236            | Antologia del periodo Vedette (1968-1969), con gli inediti A la moda del varietà e Mi viene di ridere; Vola vola nella prima versione, anch'essa inedita; inclusa anche una versione strumentale di Torpedo blu |
| 13 novembre 1972         | Dialogo tra un impegnato e un non so         | Carosello CLP 23011/12                  | Registrazione dal vivo dello spettacolo omonimo; album doppio |
| 12 novembre 1973         | Far finta di essere sani                     | Carosello CLP 23015/16                  | Canzoni dallo spettacolo omonimo; album doppio |
| 1974                     | Anche per oggi non si vola                   | Carosello CLP 23027/28                  | Registrazione dal vivo dello spettacolo omonimo; album doppio |
| 25 ottobre 1976          | Libertà obbligatoria                         | Carosello CLP 23035/36                  | Registrazione dal vivo dello spettacolo omonimo; album doppio |
| 27 ottobre 1978          | Polli di allevamento                         | Carosello ACLP 22301                    | Registrazione dal vivo dello spettacolo omonimo; album doppio |
| 1980                     | Pressione bassa                              | Carosello CLN 25088                     | |
| 1981                     | Anni affollati                               | Carosello CLN 25094                     | |
| 1982                     | Il teatro di Giorgio Gaber                   | Carosello/Orizzonte AORL 28608          | Registrazione dal vivo dello spettacolo Anni affollati; album doppio |
| 1983                     | Ja-Ga Brothers                               | CGD 15106                               | mini LP con Enzo Jannacci; 4 vecchi brani de I Due Corsari riarrangiati |
| 14 giugno 1984           | Gaber                                        | Carosello CLN 25106                     | |
| 1985                     | Io se fossi Gaber                            | Carosello ACLM 21001                    | Registrazione dal vivo dello spettacolo omonimo; album doppio |
| 1987                     | Piccoli spostamenti del cuore                | Fonit Cetra/Carosello TLPX 163          | |
| 1987                     | Parlami d'amore Mariù                        | Carosello ACLM 21002                    | Registrazione dal vivo dello spettacolo omonimo; album doppio |
| 1989                     | Il Grigio                                    | Carosello ACLM 21004                    | Registrazione dal vivo del racconto teatrale omonimo; album doppio |
| 1992                     | Il teatro canzone                            | Carosello CDCGG 21012                   | Registrazione dal vivo dello spettacolo omonimo; album doppio |
| 1994                     | Io come persona                              | RTI/Carosello RTR 4105-2                | dal vivo |
| 1994                     | E pensare che c'era il pensiero              | GIOM GIOM 01                            | Registrazione dal vivo dello spettacolo omonimo; album doppio distribuito nei soli teatri |
| 1995                     | E pensare che c'era il pensiero              | Carosello 300-568-2                     | Registrazione dal vivo dello spettacolo omonimo, diversa dalla precedente; album doppio |
| 1997                     | Gaber 96/97                                  | GIOM GIOM-CD 01                         | Registrazione dal vivo dello spettacolo omonimo; album doppio distribuito nei soli teatri |
| 1998                     | Un'idiozia conquistata a fatica. Gaber 97/98 | GIOM GIOM-CD 02                         | Registrazione dal vivo dello spettacolo omonimo; album doppio distribuito nei soli teatri |
| 1999                     | Un'idiozia conquistata a fatica. Gaber 98/99 | GIOM GIOM-CD 03                         | Registrazione dal vivo dello spettacolo omonimo; album doppio distribuito nei soli teatri |
| 2000                     | Gaber 1999/2000                              | GIOM GIOM-CD 04                         | Registrazione dal vivo dello spettacolo omonimo; album doppio distribuito nei soli teatri |
| 13 aprile 2001           | La mia generazione ha perso                  | CGD East West 8573-87992-2              | |
| 24 maggio 2002           | Far finta di essere sani                     | Carosello CARDM 029-2                   | Inedita registrazione dal vivo dello spettacolo omonimo (1973), uscita nella collana Gaber a teatro, con altre ristampe di titoli già usciti dal 1970 in poi; album doppio                                      |
| 24 gennaio 2003          | Io non mi sento italiano                     | CGD East West 5050466-1586-2            | |
| 20 ottobre 2004          | Rock'n'roll, amore e storie metropolitane    | BMG Ricordi                             | Antologia del periodo Ricordi, con l'inedito Amore ti chiedo un favore (1964); album doppio |

## Raccolte (elenco parziale)
- 2005 - Prima del Signor G - Giorgio Gaber 1958-1970 (2005)
- 2006 - Con tutta la rabbia, con tutto l'amore. Collezione 1970-2000

## Extended play (EP)
Viene indicata la data delle matrici del disco, ove il dato è disponibile.
| Data matrici o di uscita | Brani                                                                                          | Etichetta e numero di catalogo | Note                                                                             |
| ------------------------ | ---------------------------------------------------------------------------------------------- | ------------------------------ | -------------------------------------------------------------------------------- |
| novembre 1958            | Ciao...ti dirò                                                                                 | Dischi Ricordi ERL 10.009      |                                                                                  |
| 1959                     | The Hula Hoop Song/Oh bella bambina/Un po' di luna                                             | Dischi Ricordi ERL 10.015      |                                                                                  |
| 25 febbraio 1959         | Nairobi/Buonanotte tesoro/Non dimenticar le mie parole/Dimmi chi sei                           | Dischi Ricordi ERL 122         |                                                                                  |
| 24 aprile 1959           | Priscilla/Rhum e juke box/Venus/Dream big                                                      | Dischi Ricordi ERL 129         |                                                                                  |
| 5 novembre 1959          | Geneviève/Desidero te/Bambolina/Rock della solitudine                                          | Dischi Ricordi ERL 141         |                                                                                  |
| febbraio 1960            | I Due Corsari                                                                                  | Dischi Ricordi ERL 158         | con Enzo Jannacci come I due corsari                                             |
| 1961                     | Se ci sei/Non arrossire/Grazie/Una fetta di limone                                             | Dischi Ricordi ERL 170         | Brani eseguiti, nell'ordine, da Umberto Bindi, Gaber, Gino Paoli e I Due Corsari |
| 20 ottobre 1961          | Non arrossire/Quei capelli spettinati/Le strade di notte/Buonanotte tesoro                     | Dischi Ricordi ERL 174         |                                                                                  |
| 15 dicembre 1962         | Trani a gogò/La ballata del Cerutti/La mamma del Gino/Due ninna-nanne                          | Dischi Ricordi ERL 197         |                                                                                  |
| 28 maggio 1963           | La balilla/Un bicchiere di dalmato/Se ti viene il mal di pancia/La domenica andando alla messa | Dischi Ricordi ERL 198         | EP di Maria Monti. Gaber partecipa a La balilla, registrata dal vivo             |
| 10 marzo 1964            | Porta Romana/Le nostre serate/Così felice/Un bacio a metà                                      | Dischi Ricordi ERL 200         |                                                                                  |

## Singoli
Viene indicata la data delle matrici del disco, ove il dato è disponibile.
| Data matrici o di uscita | Brani                                                                      | Etichetta e numero di catalogo | Note |
| ------------------------ | -------------------------------------------------------------------------- | ------------------------------ | --- |
| novembre 1958            | Ciao ti dirò/Da te era bello restar                                        | Dischi Ricordi SRL 10.010      | versioni come ERL 10.009 |
| novembre 1958            | Love Me Forever/Be-Bop-A-Lula                                              | Dischi Ricordi SRL 10.011      | versioni come ERL 10.009 |
| 1959                     | The Hula Hoop Song/When                                                    | Dischi Ricordi SRL 10.016      | versioni come ERL 10.015 |
| 1959                     | Oh bella bambina/Un po' di luna                                            | Dischi Ricordi SRL 10.017      | versioni come ERL 10.015 |
| 16 febbraio 1959         | Nairobi/Buonanotte tesoro                                                  | Dischi Ricordi SRL 10.023      | versioni come ERL 122 |
| 25 febbraio 1959         | Non dimenticar le mie parole/Dimmi chi sei                                 | Dischi Ricordi SRL 10.024      | versioni come ERL 122 |
| 11 marzo 1959            | When                                                                       | The Red Record P 003           | Flexi disc pubblicitario per i grandi magazzini |
| 1959                     | 24 ore/Ehi! Stella                                                         | Dischi Ricordi SRL 10.034      | con Enzo Jannacci come I due corsari |
| 24 aprile 1959           | Priscilla/Rhum e juke box                                                  | Dischi Ricordi SRL 10.036      | versioni come ERL 129 |
| 24 aprile 1959           | Venus/Dream big                                                            | Dischi Ricordi SRL 10.037      | versioni come ERL 129 |
| 29 aprile 1959           | Sea Cruise/Save My Soul                                                    | Dischi Ricordi SRL 10.040      | |
| 2 luglio 1959            | Canta/Bambolina                                                            | Dischi Ricordi SRL 10.046      | |
| 1959                     | Birra/Perché non con me                                                    | Dischi Ricordi SRL 10.055      | con Enzo Jannacci come I due corsari |
| 1959                     | Rock della solitudine/Vorrei sapere cos'hai cara                           | Dischi Ricordi SRL 10.065      | |
| novembre 1959            | Geneviève/Desidero te                                                      | Dischi Ricordi SRL 10.066      | |
| 1959                     | Corsari scozzesi/Una fiaba                                                 | Dischi Ricordi SRL 10.069      | con Enzo Jannacci come I due corsari |
| 9 dicembre 1959          | La tua storia/L'alfabeto del cielo                                         | Dischi Ricordi SRL 10.092      | |
| dicembre 1959            | Tintarella di luna/Zitto prego                                             | Dischi Ricordi SRL 10.093      | con Enzo Jannacci come I due corsari |
| 20 febbraio 1960         | Teddy girl/Dormi piccino                                                   | Dischi Ricordi SRL 10.110      | con Enzo Jannacci come I due corsari |
| 1960                     | Non arrossire/La ninfetta                                                  | Dischi Ricordi SRL 10.134      | |
| 11 maggio 1960           | Una fetta di limone/Il cane e la stella                                    | Dischi Ricordi SRL 10.135      | con Enzo Jannacci come I due corsari |
| 1960                     | Bella/T'amo così                                                           | Dischi Ricordi SRL 10.164      | |
| 1960                     | La ballata del Cerutti/Suono di corda spezzata                             | Dischi Ricordi SRL 10.174      | |
| 6 agosto 1960            | Ciao, baby ciao                                                            | The Red Record N. 20073        | Flexy-disc allegato al Il Musichiere Nº 84 |
| 20 agosto 1960           | Non occupatemi il telefono                                                 | The Red Record N. 20075        | con Enzo Jannacci come I due corsari Flexy-disc allegato al Il Musichiere Nº 86 |
| 19 novembre 1960         | Comme facette mammeta                                                      | The Red Record N. 20088        | con Enzo Jannacci come I due corsari Flexy-disc allegato al Il Musichiere N° 99 |
| 12 gennaio 1961          | Il barattolo                                                               | The Red Record N. 20096        | Flexy-disc allegato a Il Musichiere Nº 107 |
| 20 gennaio 1961          | Benzina e cerini/La conchiglia                                             | Dischi Ricordi SRL 10.178      | |
| 1º febbraio 1961         | Non mi dire chi sei/Benzina e cerini/Un uomo vivo/Lei                      | Dischi Ricordi CR 1            | Formato maxi in vinile rosso, distribuito in 300 esemplari per il Ballo della Croce Rossa a Milano del 1º febbraio 1961; brani eseguiti rispettivamente da Umberto Bindi, Gaber, Gino Paoli e Joe Sentieri         |
| 10 luglio 1961           | Le strade di notte/Buonanotte tesoro                                       | Dischi Ricordi SRL 10.205      | Buonanotte tesoro versione come LP Giorgio Gaber |
| 4-30 ottobre 1961        | Quei capelli spettinati/Il borsellino e la valigia                         | Dischi Ricordi SRL 10.215      | |
| 1962                     | Il mio amico Aldo/Tre storie di gatti (una triste, una allegra, una media) | Baffo I°                       | con Dario Fo |
| 24 maggio 1962           | Trani a gogò/Una stazione in riva al mare                                  | Dischi Ricordi SRL 10.252      | |
| 2 novembre 1962          | Gli amici/Povera gente                                                     | Dischi Ricordi SRL 10.258      | |
| 26 gennaio 1963          | Goganga/La ballata del pedone                                              | Dischi Ricordi SRL 10.315      | |
| 15 marzo 1963            | Porta romana/Una ragazzina                                                 | Dischi Ricordi SRL 10.316      | |
| 8 ottobre 1963           | Le nostre serate/Gli imbroglioni                                           | Dischi Ricordi SRL 10.327      | |
| 20 gennaio 1964          | Così felice/Noi due stupidi                                                | Dischi Ricordi SRL 10.333      | |
| 23 giugno 1964           | Grazie tante/C'è una cosa che non sai                                      | Dischi Ricordi SRL 10.351      | |
| 18 settembre 1964        | La maglietta/E giro, giro                                                  | Dischi Ricordi SRL 10.355      | |
| 1964                     | La balilla/Un bicchiere di dalmato                                         | Dischi Ricordi SRL 10.363      | singolo di Maria Monti; brani come EP ERL 198 |
| 26 novembre 1964         | Il sospetto/Domani ci vediamo                                              | Dischi Ricordi SRL 10.364      | |
| 1965                     | Non arrossire/Geneviève                                                    | Dischi Ricordi SRL 10.371      | Ristampa di brani già pubblicati |
| 1965                     | La ballata del Cerutti/Le strade di notte                                  | Dischi Ricordi SRL 10.372      | Ristampa di brani già pubblicati |
| 15 aprile 1965           | Il nostro giorno (I° maggio)/Lettera dalla Svizzera                        | Ri-Fi RFN-NP 16098             | |
| 15 maggio 1965           | Pieni di sonno/Gli anni che verranno                                       | Ri-Fi RFN-NP 16102             | |
| 1965                     | Tu no/Amore difficile amore                                                | Ri-Fi RFN-NP 16111             | |
| 15 settembre 1965        | Come ti amavo ieri/Un amore vuol dire                                      | Ri-Fi RFN-NP 16114             | |
| dicembre 1965            | La notte/Te lo leggo negli occhi                                           | Ri-Fi POP NP 20004             | lato A: Iva Zanicchi/lato B: Gaber; disco con rivista Pop-serie rossa n. 4 |
| 15 gennaio 1966          | Mai, mai, mai (Valentina)/Le ore e le stelle                               | Ri-Fi RFN-NP 16124             | |
| 1966                     | Il ragazzo della via Gluck/Una casa in cima al mondo                       | Ri-Fi                          | lato A: Gaber/lato B: Utto Hammers; disco con rivista Pop-serie rossa n. |
| 18 marzo 1966            | Il ragazzo di via Gluck/Dio come ti amo                                    | Ri-Fi POP NP 30001             | lato A: Gaber/lato B: Iva Zanicchi; disco con rivista Pop n. 1 |
| 15 aprile 1966           | Lo sai che tu sei bella/Brava brava                                        | Ri-Fi RFN-NP 16142             | |
| 15 giugno 1966           | La risposta al ragazzo della via Gluck/Ma voi ma voi ma voi                | Ri-Fi RFN-NP 16155             | |
| 15 settembre 1966        | 'A pizza/Ballata de' suonne                                                | Ri-Fi RFN-NP 16167             | |
| 15 gennaio 1967          | E allora dai/La libertà di ridere                                          | Ri-Fi RFN-NP 16180             | |
| 15 aprile 1967           | Gulp gulp/Snoopy contro il Barone Rosso                                    | Ri-Fi RFN-NP 16203             | |
| 1967                     | Suona chitarra/Al bar del corso                                            | Ri-Fi RFN-NP 16229             | |
| 1967                     | Ciao ciao ciao (Majorca non ti dimenticherò)/Snoopy contra el baròn rojo   | Belter N. 07373                | Disco pubblicato per il mercato spagnolo |
| 1º aprile 1968           | Torpedo blu/C'era una volta un clan                                        | Vedette VVN 33152              | |
| 19-20 settembre 1968     | Ma pensa te/Sai com'è, no com'è                                            | Vedette VVN 33156              | |
| 26 settembre 1968        | Goganga/Il truccamotori                                                    | Vedette VVN 33157              | Goganga in versione nuova |
| 1968                     | Goganga/La balilla                                                         | Dischi Ricordi SRL 10.526      | Goganga versione SRL 10.315; La balilla versione ERL 198 |
| 18 febbraio 1969         | Il Riccardo/Donna donna donna                                              | Vedette VVN 33165              | |
| 10 aprile 1969           | La chiesa si rinnova/Eppure sembra un uomo                                 | Ri-Fi RFN-NP 16229             | registrazioni dall'album L'asse di equilibrio |
| 18 ottobre 1969          | Com'è bella la città/Chissà dove te ne vai                                 | Vedette VVN 33180              | |
| 7 gennaio 1970           | Barbera e champagne/L'orgia (ore 22 II canale)                             | Vedette VVN 33183              | |
| 1970                     | Il sapore della vita in due/È il mio uomo                                  | Carosello CI 20265 (o 20268)   | con Ombretta Colli |
| 1970                     | L'ultima bestia/Maria Giovanna                                             | Carosello CI 20269             | Maria Giovanna versione registrata integralmente in studio, diversa da quella inclusa nell'album Il signor G |
| 1971                     | Ascolta la canzone/Tema di Berta                                           | Carosello CI 20278             | Dalla colonna sonora originale del film di Mauro Bolognini Bubù; Gaber interpreta il brano sul lato A, mentre il brano sul lato B è uno strumentale di Carlo Rustichelli, eseguito dall'orchestra di Bruno Nicolai |
| 19-27 maggio 1971        | Oh Madonnina dei dolori/I bambini stanno benissimo                         | Carosello CI 20290             | Oh Madonnina dei dolori in versione studio, differente dall'album Dialogo tra un impegnato e un non so |
| 5 aprile 1972            | L'amico/Latte 70                                                           | Carosello CI 20316             | dall'album I borghesi |
| 20-26 luglio 1972        | Il gatto si morde la coda/Paparadio                                        | Carosello CI 20330             | Paparadio interpretata con Ombretta Colli, dal suo album Viva l'ammore! |
| 10 maggio 1973           | Lo shampoo/La libertà                                                      | Carosello CI 20356             | inserite poi nell'album Far finta di essere sani |
| 12 novembre 1973         | Far finta di essere sani/Cerco un gesto, un gesto naturale                 | Carosello CI 20368             | dall'album Far finta di essere sani |
| 12 novembre 1973         | Chiedo scusa se parlo di Maria/Un'idea                                     | Carosello CI 20369             | dall'album Far finta di essere sani |
| 1980                     | L'illogica allegria/Pressione bassa                                        | Carosello CI 20490             | Promozionale; dall'album Pressione bassa |
| 1980                     | Io se fossi Dio                                                            | F1 Team (Panarecord) DM 913    | 33 giri (formato 30 cm), inciso solo su un lato |